# Coenosia nudipes
Coenosia nudipes är en tvåvingeart som beskrevs av Stein 1920. Coenosia nudipes ingår i släktet Coenosia och familjen husflugor. Inga underarter finns listade i Catalogue of Life.